# 34177 Amandawilson
2000 QD40 (asteroide 34177) é um asteroide da cintura principal. Possui uma excentricidade de 0.09220940 e uma inclinação de 3.03009º.
Este asteroide foi descoberto no dia 24 de agosto de 2000 por LINEAR em Socorro.